# Église Saint-Georges de Saint-Georges-sur-Loire
L'église Saint-Georges est une église située à Saint-Georges-sur-Loire, en France.

## Localisation
L'église est située dans le département français de Maine-et-Loire, sur la commune de Saint-Georges-sur-Loire.

## Historique
L'édifice est inscrit au titre des monuments historiques en 1991.